# Coriospermum hyssopifolium
Coriospermum hyssopifolium är en tvåhjärtbladig växtart som beskrevs av Carl von Linné. Coriospermum hyssopifolium ingår i släktet Coriospermum och familjen Chenopodiaceae. Inga underarter finns listade i Catalogue of Life.